# I-dle
I-dle (korejsky 아이들), dříve známá jako (G)I-dle (korejsky (여자)아이들), je jihokorejská dívčí skupina fungující pod společností Cube Entertainment, která debutovala v roce 2018. Od roku 2021 má pět členek: Miyeon, Minnie, Soyeon, Yuqi a Shuhua. Dříve měla skupina členek šest, ale bývalá členka Soojin skupinu opustila v roce 2021. (G)I-dle debutovaly 2. května 2018 se singlem Latata z jejich prvního EP I Am.
V Koreji se proslavily v roce 2020 se svým singlovým albem Dumdi Dumdi, které se umístilo na druhém místě v Circle Chart a stalo se druhým nejprodávanějším singlovým albem od dívčí skupiny všech dob. Jejich další singl Tomboy z jejich prvního studiového alba I Never Die se umístil na prvním místě v žebříčku Circle Chart a zůstal na vrcholu déle než dva měsíce. Potom následoval singl Nxde z EP I Love, který se stal obdobně úspěšným.

## Historie

### Před-debutové aktivity
Soyeon reprezentovala Cube Entertainment v survival show Produce 101, kde skončila na 20. místě. Také se objevila v třetí řadě soutěže v rapu Unpretty Rapstar, kde skončila na 2. místě. Později debutovala jako sólistka se dvěma digitálními singly Jelly a Idle Song.
Miyeon byla mezi roky 2010 a 2015 praktikantkou pod YG Entertainment a měla debutovat jako pátá členka skupiny Blackpink, ale společnost opustila ještě před debutem.
5. dubna 2018 Cube Entertainment odhalila jméno své nadcházející skupiny, (G)I-dle. Společnost zveřejnila složení skupiny na pouliční taneční slavnosti Dingo Music, v Hongdae v Soulu.

### 2018: Debut sI AmaHann
(G)I-dle debutovaly 2. května 2018 se svým prvním EP I Am s titulní skladbou „Latata“, která získala za první týden 6,9 milionů zhlédnutí. 22. května (G)I-dle získaly svou první výhru s „Latata“ v televizní show SBS TV, dvacet dní po svém debutu.
14. srpna vydaly (G)I-dle svůj první digitální singl Hann (Alone). Za prvních dvacet čtyři hodin hudební video překonalo 4,9 milionů zhlédnutí na Youtube. Hann se umístilo na vrcholu korejských hitparád jako například Bugs, Genie a Olleh Music a dostalo se na druhé místo na Billboard World Digital Song Sales. V září se skupina objevila na hudebním festivalu KCON v Thajsku.
V listopadu 2018 vydala společnost Riot Games píseň Pop/Stars od virtuální skupiny K/DA, kde hlasy postavám propůjčily Soyeon, Miyeon a americké zpěvačky Madison Beer a Jaira Burns.
V roce 2018 (G)I-dle vyhrály několik cen za nejlepší novou skupinu na korejských předáváních cen, včetně Asia Artist Awards, Gaon Music Chart Awards, Genie Music Awards, Golden Disc Awards, Korea Popular Music Awards a Melon Music Awards.

### 2019:I Made,Señorita,Uh-Oh, japonský debut aQueendom

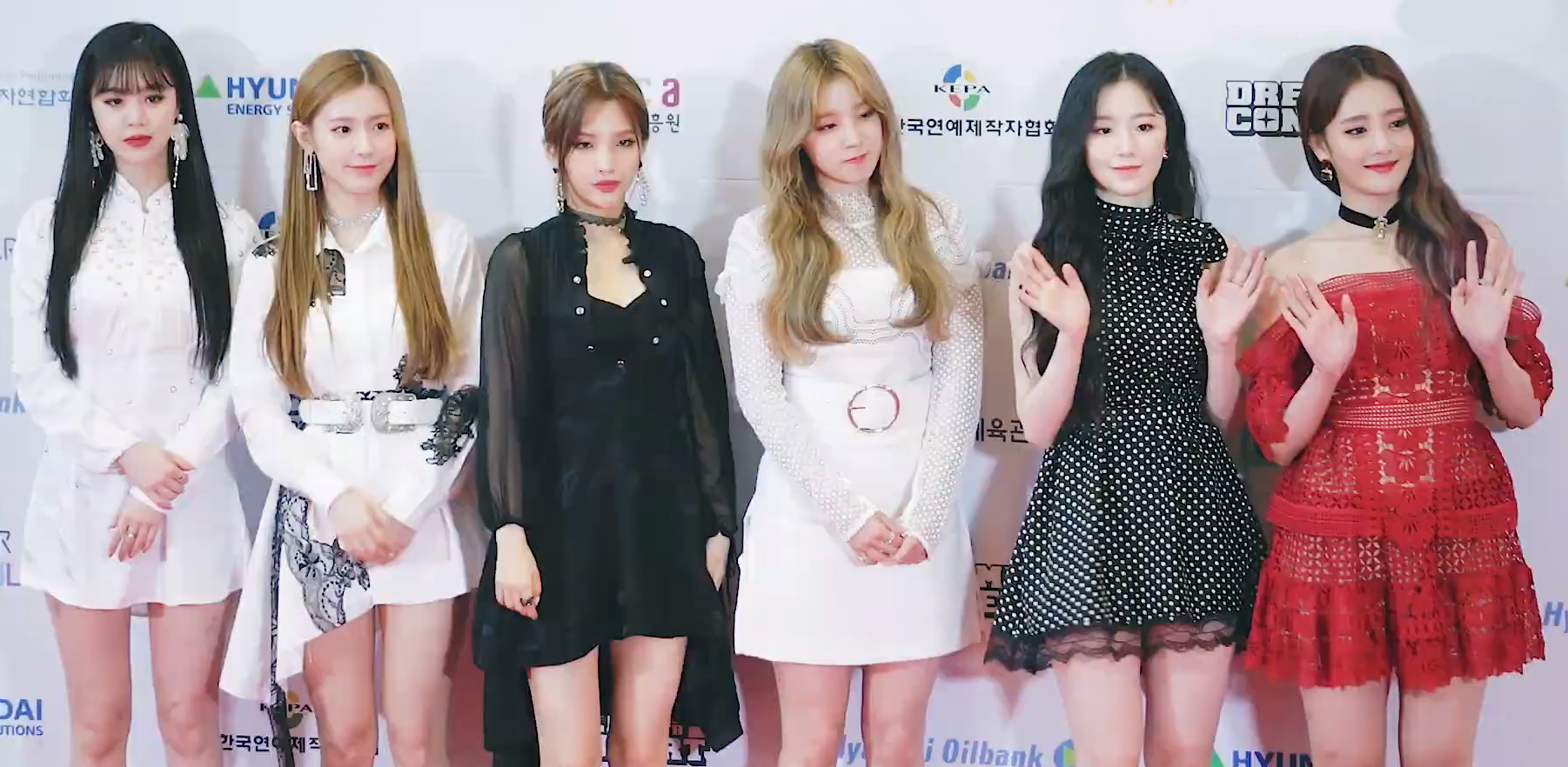
(G)I-dle na Dream Concert 18. května 2019

Svoje druhé EP I Made vydaly (G)I-dle 26. února 2019. EP se skládalo z pěti skladeb, včetně titulní skladby s názvem Señorita. 26. června vydaly svůj druhý digitální singl Uh-Oh, který se umístil na 24. místě v hitparádě NetEase Cloud Music China. 31. července 2019 debutovaly v Japonsku s japonskou verzí písně Latata, ke které vyšlo hudební video 19. srpna.
(G)I-dle se v tomto roce objevily v survival show Queendom. Po prvním kole, kde předvedly svou píseň Latata, se umístily na prvním místě. Dál předvedly cover na píseň od skupiny 2NE1 Fire, ale skončily na posledním místě. 25. října vydaly singl Lion jako součást EP Queendom Final Comeback. Hudební video, které bylo vydáno 4. listopadu, překonalo šest milionů zhlédnutí za první den.

### 2020:I TrustaDumdi Dumdi

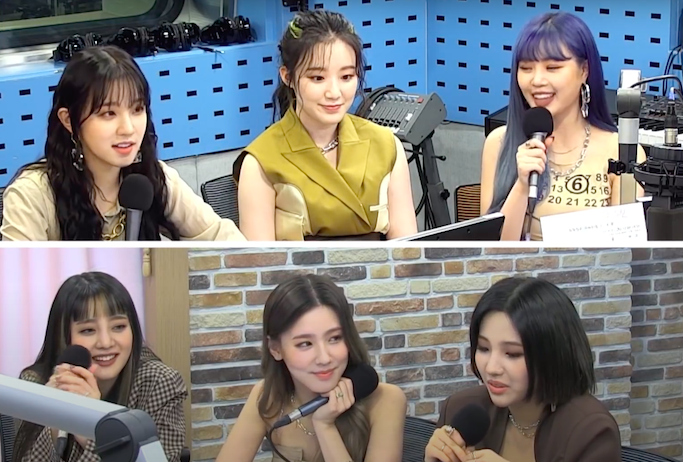
(G)I-dle na SBS Power FM k propagaci singlu Oh My God 21. dubna 2020

28. ledna skupina oznámila svoje první turné jménem I-Land: Who Am I, které se odehrálo v 32 městech po celém světě. 6. dubna vyšlo třetí EP I Trust s titulní skladbou Oh My God, která vyšla i v anglické verzi. Album mělo kolem 91 tisíc předobjednávek a za první tři dny se prodalo okolo 100 tisíc kopií, díky čemuž se album stalo jejich zatím nejprodávanějším. I Trust bylo na vrcholu ITunes v 64 zemích světa a umístilo se na čtvrtém místě Billboard's World Album. Píseň Oh My God vyhrála čtyři ceny v Music Bank, Inkigajo a Show! Music Core. Mezitím vyrazila skupina na turné, kde také předvedla speciální skladbu I'm The Trend, kterou napsaly Minnie a Yuqi. Skladbu pak vydaly 7. července spolu s hudebním videem, jako dárek pro své fanoušky.
3. srpna vyšlo jejich první singlové album Dumdi Dumdi se stejnojmenným singlem. Píseň měla velký úspěch v Koreji i ve zbytku světa a umístila se na vrcholech hitparád v 42 zemích světa. Hudební video nasbíralo 17,6 milionů zhlédnutí za den, a tak prolomilo rekord, který předtím vytvořilo video k Oh My God.
26. srpna debutovaly v Japonsku s japonskými verzemi písní Oh My God, Uh-Oh, Senorita, Dumdi Dumdi a novou japonskou písní Tung Tung (Empty), kterou napsala Minnie. V roce 2020 také vyšly dva další singly od skupiny K/DA, kde se opět objevily Soyeon a Miyeon. Písně The Baddest a More se pak objevily v prvním EP skupiny K/DA All Out.

### 2021:I Burna odchod Soojin
11. ledna vyšlo čtvrté EP I Burn s titulní skladbou Hwaa. Hudební video za prvních 29 hodin získalo 10 milionů zhlédnutí a prodalo se kolem 75 tisíc kopií alba. Píseň se umístila na vrcholu žebříčků iTunes v zemích jako Nizozemsko, Nový Zéland, Kanada, Rusko, Brazílie, Itálie a Finsko. Po úspěchu, kterému se skladbě dostalo, vydaly (G)I-dle ještě anglickou a čínskou verzi skladby a několik remixů.
4. března bylo oznámeno, že Soojin bude mít přestávku od skupinových aktivit po tom, co byla obviněna z šikany od bývalé spolužačky. 29. dubna skupina vydala singl Last Dance, ale kvůli přestávce se v něm Soojin neobjevuje. Yuqi debutovala jako sólistka s EP A Page, se skladbami Giant a Bonnie and Clyde. Také Soyeon měla svůj comeback jako sólistka a vydala svoje první sólové EP Windy. 26. srpna bylo oznámeno, že Soojin opustila skupinu a (G)I-dle budou nadále pokračovat jako pětičlenná skupina.

### 2022:I Never Die,první světové turné aI Love
24. února bylo oznámeno, že (G)I-dle vydají svoje první studiové album I Never Die. Album vyšlo 14. března společně s titulní skladbou Tomboy, která se stala okamžitým hitem. Populární se stala také skladba My Bag, která se stala první netitulní skladbou skupiny, která se dostala na vrchol korejských hitparád. I Never Die bylo časopisem Time označeno za jedno z nejlepších alb roku 2022 a skladba Tomboy jako jedna z nejúspěšnějších skladeb roku.
27. dubna debutovala Miyeon jako sólistka se svým prvním EP My s titulní skladbou Drive.
(G)I-dle také vyrazily na své první světové turné s názvem Just Me ()I-dle, během kterého navštívily USA, Chile, Mexiko, Thajsko, Indonésii, Malajsii, Filipíny, Japonsko a Singapur.

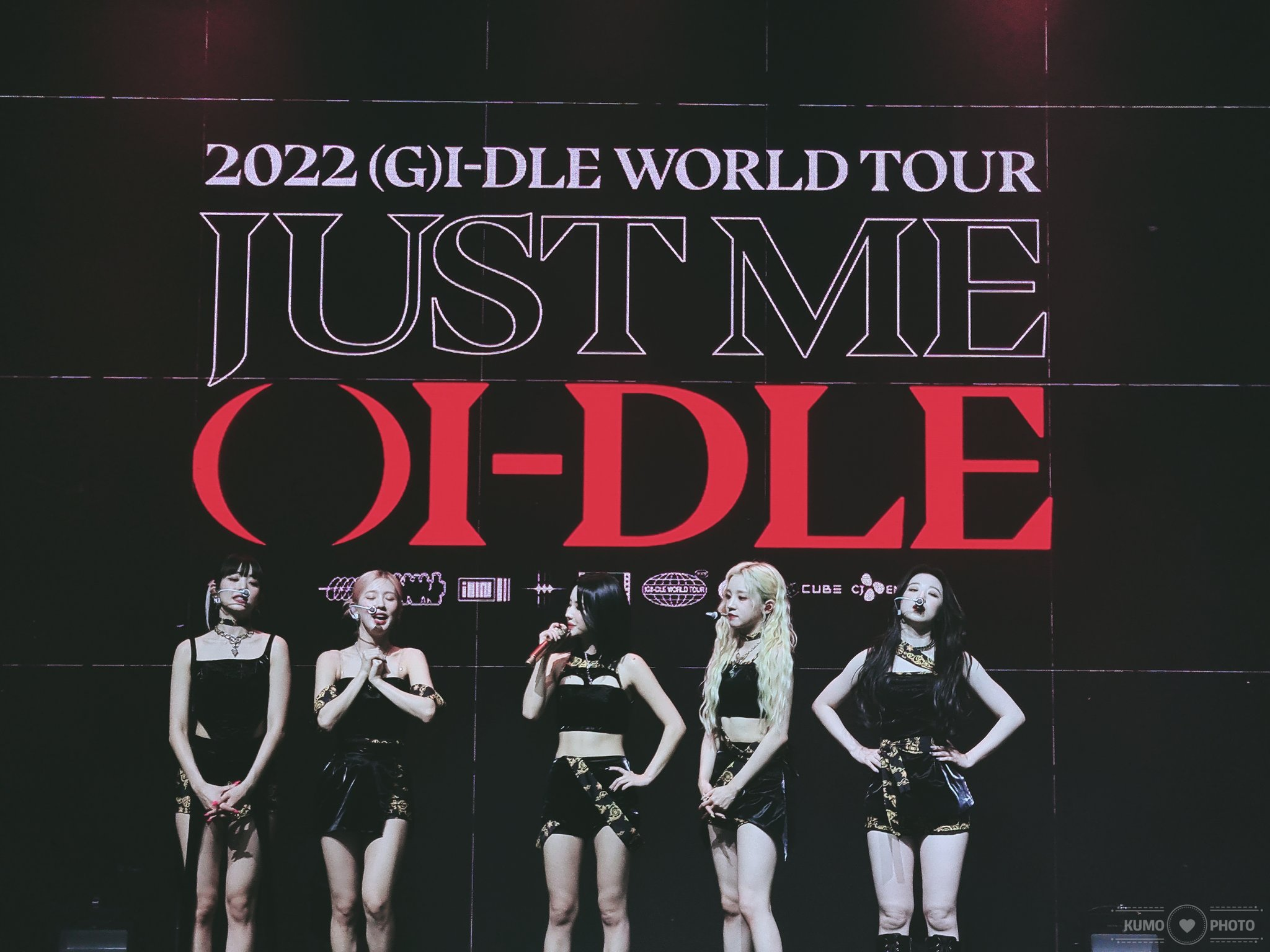
(G)I-dle v Showcenter Complex, v mexickém Monterrey, 14. srpna 2022

17. října vydaly své páté EP I Love s titulní skladbou Nxde. Album bylo inspirováno hlavně herečkou Marilyn Monroe, ale také celým klasickým Hollywoodem. Skladba Nxde obsadila žebříčky hitparád po celém světě a vyhrála spoustu cen v korejských pořadech a hitparádách. Stala se třetí nejvíce oceňovanou písní skupiny, hned po skladbě Tomboy z alba I Never Die a Hwaa z alba I Burn . Byl vydán i remix písně, na kterém se podílel DJ Steve Aoki.

### 2023:I Feel,Heata druhé světové turné
Dne 18. dubna 2023 bylo oznámeno, že skupina vydá jejich šesté EP, následované doprovodným světovým turné I am Free-ty, které začalo později 17. června téhož roku. 15. května 2023 (G)I-DLE vydaly album I Feel společně se singlem Queencard. Píseň se stala hitem a oblíbenou písničkou na platformě TikTok. Album I Feel je inspirované nultými lety dvacátého prvního století. Singl Queencard se umístil na prvním místě na žebříčku Taiwan Billboard a na South Korea Circle. Queencard a další singl Allergy mají propojené videoklipy.
10. července bylo oznámeno, že (G)I-dle bude spolupracovat s vydavatelstvím 88rising na vydání jejich prvního plně anglického EP Heat. První singl z alba, I Do, byl vydán 13. července. EP Heat vyšlo 5. října spolu s druhým singlem I Want That, doprovázeným videoklipem.

### 2024:2,I Swaya třetí světové turné I-dol

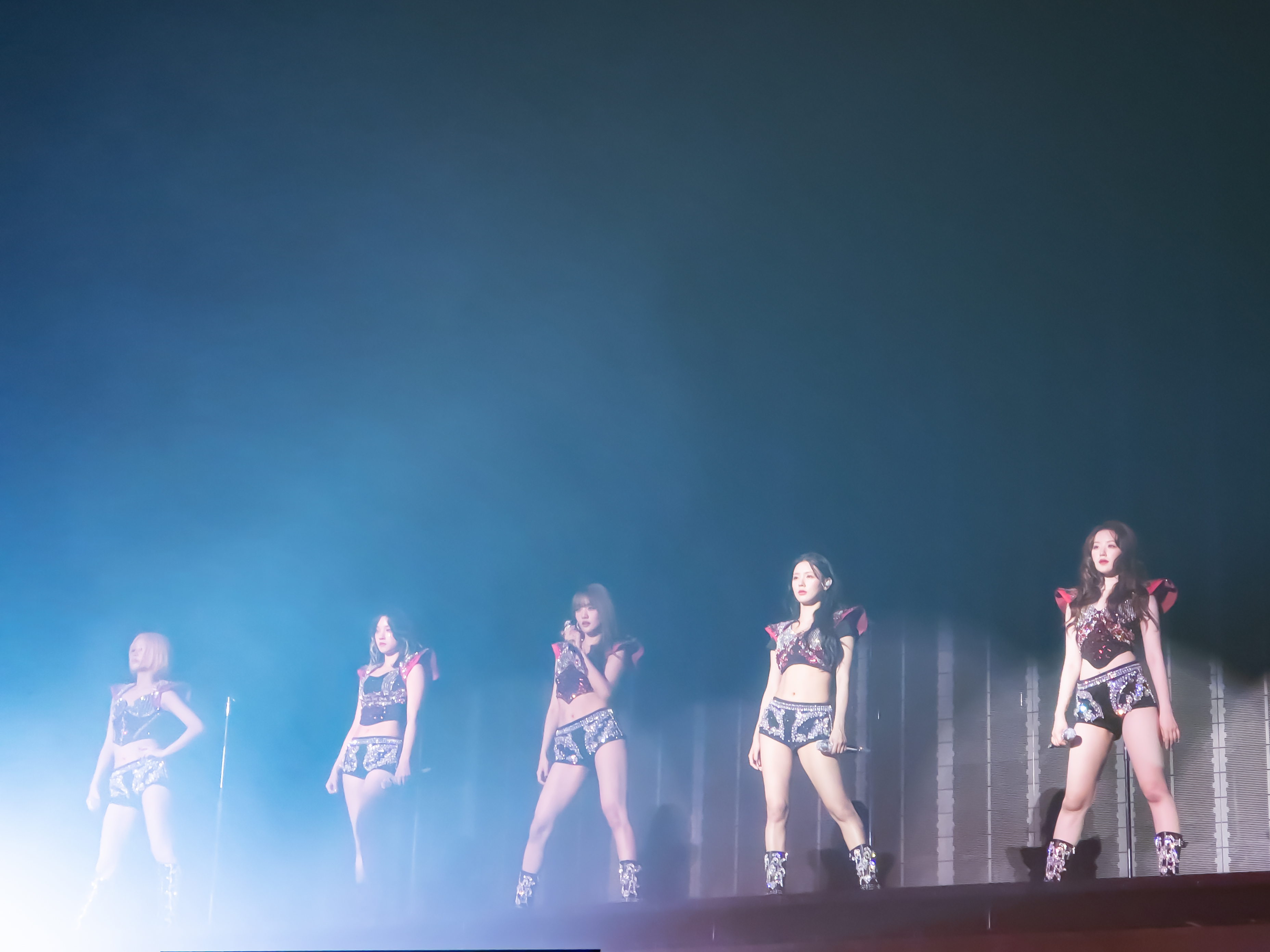
(G)I-dle na vystoupení v Tacomě během světového turné I-dol World Tour v roce 2024

7. ledna 2024 bylo oznámeno, že (G)I-dle vydají druhé studiové album s názvem 2. 22. ledna vyšel singl Wife. Album vyšlo 29. ledna. 15. března se skupina objevila v singlu americké zpěvačky Jennifer Lopez This Time Around.
13. května Cube Entertainment oznámili, že (G)I-dle vyrazí na své třetí světové turné I-dol, které odstartuje v Soulu 3. a 4. srpna. Je plánováno vydání dokumentárního filmu o turné I-dol. 10. června bylo oznámeno, že sedmé korejské EP skupiny I Sway vyjde 8. července. Hlavní singl Klaxon a jeho doprovodné hudební video byly vydány spolu s EP.

### 2025–současnost: Změna jména na I-dle,We Are I-dleaWe Are
2. května 2025 společnost Cube Entertainment oznámila, že skupina bude oficiálně přejmenována na I-dle, u příležitosti sedmého výročí od svého debutu. Ve stejný den bylo později vydáno speciální EP We Are I-dle, které obsahuje nové verze devíti dříve vydaných singlů. Bylo oznámeno, že skupina vydá své osmé korejské EP s názvem We Are. EP vyšlo 19. května.
Na 3. října je naplánováno vydání japonského EP s hlavním singlem Doshi Yokka Na (japonsky どうしよっかな).

## Členky

### Současné
- Miyeon (미연) - vokály[42]
- Minnie (민니) - vokály[42]
- Soyeon (소연) – lídr, rapperka[42]
- Yuqi (유기) - vokály, tanečnice[42]
- Shuhua (슈화) - vokály[42]

### Bývalé
- Soojin (수진) od 2018 do 2021 – tanečnice, rapperka, vokály[42]

## Diskografie

### Alba
| Název       | Datum vydání    | Vydavatel                               | Prodeje                    | Reference |
| ----------- | --------------- | --------------------------------------- | -------------------------- | --------- |
| I Never Die | 14. března 2022 | Cube Entertainment, Kakao Entertainment | 323 898 (v Jižní Koreji)   | [ 44 ]    |
| 2           | 29. ledna 2024  | Cube Entertainment, Kakao Entertainment | 1 687 293 (v Jižní Koreji) | [ 32 ]    |

### EP
| Název        | Datum vydání     | Vydavatel                    | Reference |
| ------------ | ---------------- | ---------------------------- | --------- |
| I Am         | 2. května 2018   | Cube Entertainment           | [ 46 ]    |
| I Made       | 26. února 2019   | Cube Entertainment           | [ 47 ]    |
| I Trust      | 6. dubna 2020    | Cube Entertainment           | [ 48 ]    |
| I Burn       | 11. ledna 2021   | Cube Entertainment           | [ 49 ]    |
| I Love       | 17. října 2022   | Cube Entertainment           | [ 50 ]    |
| I Feel       | 15. května 2023  | Cube Entertainment           | [ 51 ]    |
| I Sway       | 8. července 2024 | Cube Entertainment           | [ 52 ]    |
| Heat         | 5. října 2023    | Cube Entertainment, 88rising | [ 53 ]    |
| We Are I-dle | 19. května 2025  | Cube Entertainment           | [ 39 ]    |
| We Are       | 19. května 2025  | Cube Entertainment           | [ 40 ]    |

## Koncertní turné
- Just Me ( )I-dle World Tour (2022)[54]
- I Am Free-ty World Tour (2023)[55]
- I-dol World Tour (2024)[56]
- I-dle first Japan tour (2025)[41]